# رأسمالية وردية

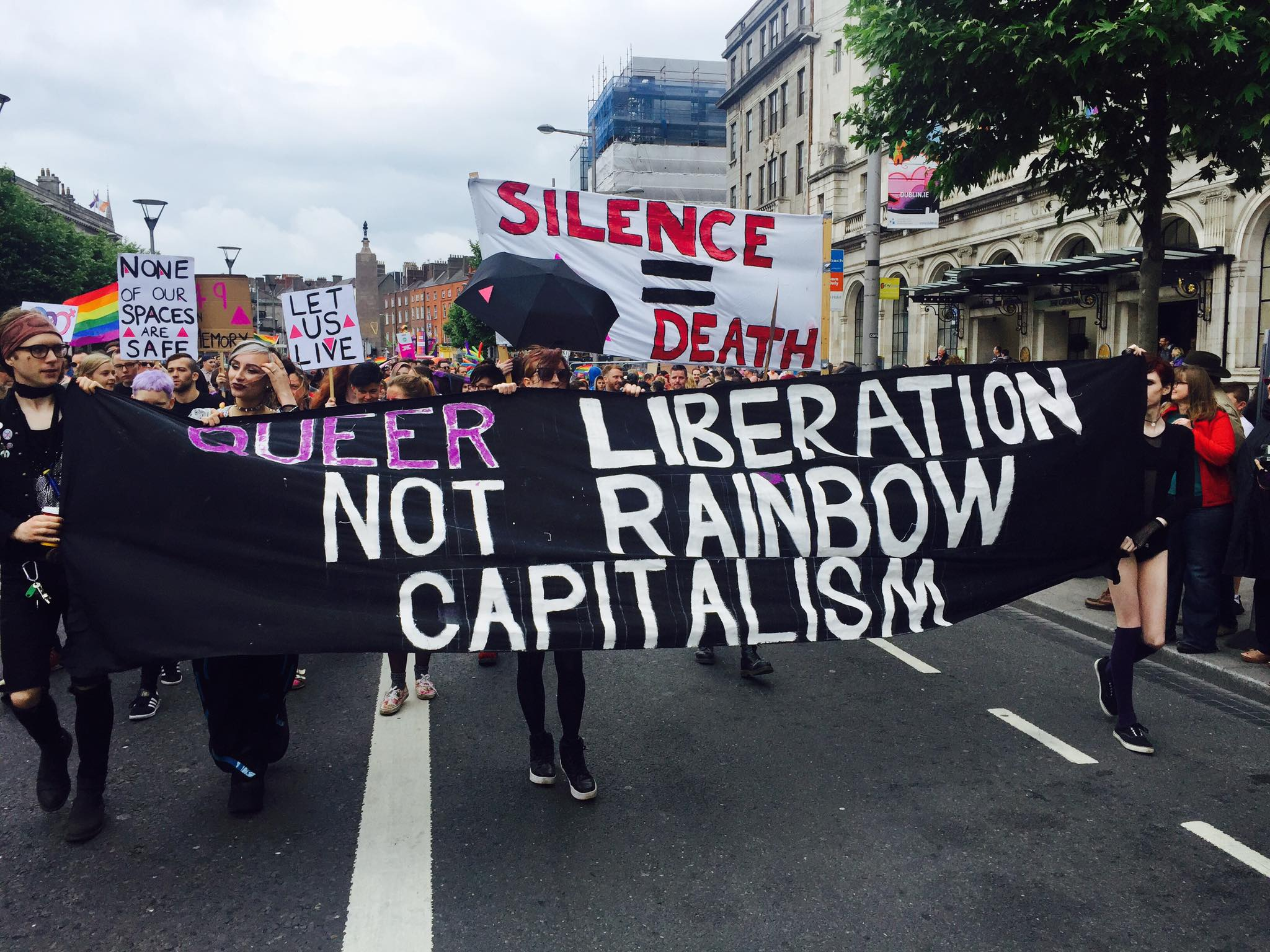
لافتة ضد الرأسمالية الوردية في مسيرة فخر دبلن لسنة 2016

الرأسمالية الوردية (وتسمى أيضًا رأسمالية قوس قزح، أو رأسمالية المثليين، هي بالأساس عملية إدراج الحراك الحقوقي للمثليين جنسياً والتنوع الجنسي في الرأسمالية واقتصاد السوق. و هذا الإدراج هو بالأساس مستهدف للمثليين اكتسبوا القوة الشرائية الكافية (المشار إليها في هذا السياق باسم المال الوردي) لإنشاء سوق يركز عليها بشكل خاص. أمثلة على هذا الإدراج المستهدف هي الحانات والنوادي الليلية، سياحة المثليين ، أو استهلاك الثقافة المتخصصة.
غالبًا ما يتم ذكر المفهوم في مناقشات الصراع بين زيادة فرصة الاندماج في مجتمع المثليين والمضي نحو استيعاب التنوع الجنسي الناجم عن تعريف الشركات لأنماط الاستهلاك الجديدة. يُقال أحيانًا عن جماليات الجسم الجديدة واتجاهات الموضة التي تضعها معايير الإعلانات التي تستخدم الرأسمالية الوردية، على سبيل المثال، أنها تدفع المجتمعات المتنوعة جنسانيًا نحو المعايير الجنسية المقبولة اجتماعيًا.

## السياق التاريخي
وفقًا لبعض المؤلفين، كان التطور العالمي للرأسمالية الوردية موازيًا لتطور الرأسمالية الحديثة في الغرب. على الرغم من أن الأدلة التاريخية تشير إلى أن التنوع الجنساني كان دائمًا موجودًا، يمكن تمييز فترات مختلفة فيما يتعلق بتطوّر الأعمال التجارية التي استهدفت مجتمع الميم والتي ساهمت في بناء هويات جنسانية متنوعة.

### المرحلة السرية
منذ العقود الأخيرة من القرن التاسع عشر، كانت الحانات والملاهي وبيوت الدعارة وحتى بعض المجلات التي تستهدف على وجه التحديد مجتمع الميم موجودةً في المدن في جميع أنحاء أوروبا والولايات المتحدة. على الرغم من أن أفراد مجتمع الميم كانوا يتعرضون حتى ذلك الوقت للاضطهاد العلني في كثير من الأحيان، تزامن إنشاء هذه الشركات مع بداية أول حركة تطالب بحقوق مجتمع الميم. تفكّكت هذه الحركة الأولى لمجتمع الميم بين الحربين العالميتين الأولى والثانية ومع صعود الفاشية في أوروبا.

### مرحلة بناء المجتمع
بعد الحرب العالمية الثانية، تأثرت الثقافة الغربية برهاب الفاشية من المثلية. على الرغم من أن استهلاك مجتمع الميم ظل هامشيًا، أُنشئت خلال هذه الفترة جمعيات هوموفيلية للحصول على تقييم إيجابي من المجتمع للمثلية الجنسية من خلال الاجتماعات أو المنشورات أو الحفلات الخيرية. عارضت هذه الجمعيات بعض السلوكيات المرتبطة بالمثليين باعتبارها هامشية ومنحرفة مثل الاختلاطية الجنسية والتجوال من أجل الجنس والدعارة والساونا والمجلات المثيرة جنسيًا.

### مرحلة الاندماج في ثقافة وسائط الإعلام
كانت أعمال شغب ستونوول في عام 1969 بمثابة بداية لحركة تحرير مجتمع الميم، والتي تميّزت بزيادة الظهور العلني للمثلية الجنسية، والسعي لعدم تجريم المثلية الجنسية، وزيادة الاندماج الاجتماعي والسياسي. أسفرت الحركة عن ردة فعل اجتماعية سلبية -مدفوعة جزئيًا بوباء فيروس نقص المناعة المكتسب (الإيدز)- والتي أدت بدورها إلى تطوّر حركة أحرار الجنس التي قادتها مجموعات مثلية الجنس تعرّضت للتمييز.
خلال التسعينيات من القرن العشرين، تضاءل التمييز الممارَس ضد مجتمع المثليين، ما أتاح وصول أفراد مجتمع الميم إلى وظائف كانت تعتمد في السابق على المعيارية المغايرة. أدى ذلك إلى زيادة القوة الشرائية لمجتمع الميم، أو إنشاء «المال الوردي». جسّد المثليون جنسيًا على وجه الخصوص جزءًا كبيرًا من هذه القوة الشرائية. يرتبط هذا التوجّه ارتباطًا وثيقًا بتوجّه دخل مضاعف ومن دون أطفال (DINKs)، الذي يعني الزوجان اللذين يردهما دخلان وليس لديهما أطفال.
تكون هذه العمليات واضحة بشكل خاص في ديناميات أحياء المثليين التي جذبت أفراد مجتمع الميم بتكاليفها المنخفضة والأمان الاجتماعي الذي تقدمه عبر العيش مع الأقليات الجنسية الأخرى. بعد أن خفّت حدة وصمة العار الاجتماعية أصبحت هذه الأحياء "عصرية"، ثم خضعت تدريجيًا لعملية الاستطباق. أدى ارتفاع الأسعار إلى رحيل أفراد مجتمع الميم الذين لم يستطيعوا تحمّل النفقات الجديدة. تطور سوق متخصص بشكل متزايد حول مجتمع الميم بالتوازي مع هذه الأحداث الأخرى. يؤمّن هذا السوق بشكل خاص احتياجات مجتمع الميم من خلال بيع الخدمات والمنتجات المصممة حصريًا لتلبية احتياجاتهم. بدأت العديد من الشركات والمؤسسات التجارية بدورها بإدراج الدفاع عن حقوق مجتمع الميم في سياسات الشركة وقواعدها السلوكية وحتى تمويل أحداث المثليين.

هذا النوع من تقييم العلاقات الاجتماعية الجنسية هو سمة من سمات نمذجة المثليين، والتي تعود أصولها إلى التشكّل الجديد للشركات في السوق الجنسي المركز من خلال رأسمالية قوس قزح:
في إسبانيا، لم تَنتج إعادة التعريف الذكوري للمثلية الجنسية، ولا انتشار نموذج المثليين، من الحركة الجنسية المثلية النشطة في ذلك الوقت. [...] يتم نشر النموذج الجديد من خلال القنوات الخاصة: من قبل رجال الأعمال الذين يستنسخون مؤسسات المثليين الموجودة مسبقًا في بلدان أخرى [...] إضفاء الطابع المؤسسي على عالم مثليي الجنس «ينطوي على البحث عن الكفاءة والتدبير الذي يتضمن في الوقت نفسه تحقيق أقصى قدر من الكفاءة (معبّرًا عنه كمًّا بعدد الشركاء ورعشات الجماع) وتقليل التكاليف إلى الحد الأدنى (مضيعة للوقت ورفض العروض)». -المجتمع الوردي، ص. 82-84 

## الآليات
يُرجّح أنه لولا الشرعية السياسية التي يمنحها النموذج الرأسمالي للاستهلاك، لما تحقّقت بعض الحقوق المدنية والسياسية، ومع ذلك إن الحصول على هذه الحقوق قد جاء على حساب دمج أفراد مجتمع الميم في إطار استهلاكي مغاير معياريًا. وبهذا المعنى، فإن الرأسمالية الوردية تشبه الرأسمالية ما بعد الفوردية الأبوية التي شجعت على دمج المرأة في العمل الإنتاجي وفي الوقت نفسه حفّزت دمج الرجل في العمل الإنجابي.

### من التحرر الجنسي إلى نموذج الذكر المثلي
يناقش البعض بأن المجتمع الرأسمالي لم يتقبّل جميع الأفراد المتنوعين جنسيًا على قدم المساواة، وبأن هناك تسامحًا اجتماعيًا أكبر إذا كان لدى أفراد مجتمع الميم إمكانية أكبر للوصول إلى الموارد، ما يربط نقاشات الهوية الجنسية بنقاشات حول النوع الاجتماعي والإثنية والقدرة والطبقة الاجتماعية. يؤكد العديد من النقاد على أن الرجال المثليين متوافقي الجنس الغربيين الأصحاء جسديًا البيض الحضريين الذين ينتمون إلى الطبقة المتوسطة أو العليا هم فقط من يحظون عادة على قبول في السياق الاجتماعي للاستهلاك. يمكن أن يعزّز هذا الإطار النموذج المتجانس والمغاير معياريًا للرجل المثلي الذي يتمتع بجمال محدد وجسم عضلي ذي طابع جنسي مفرط وسلوك ذكوري ونجاح مهني وقوة شرائية محددة، وهذا ما يحدد أيّ الأجسام مرغوبة وأيّها غير مرغوبة ويهمّش هؤلاء الذين لا يلائمون هذا النموذج الجمالي، حتى وإن كان من مجتمع المثليين نفسه.